# هكني

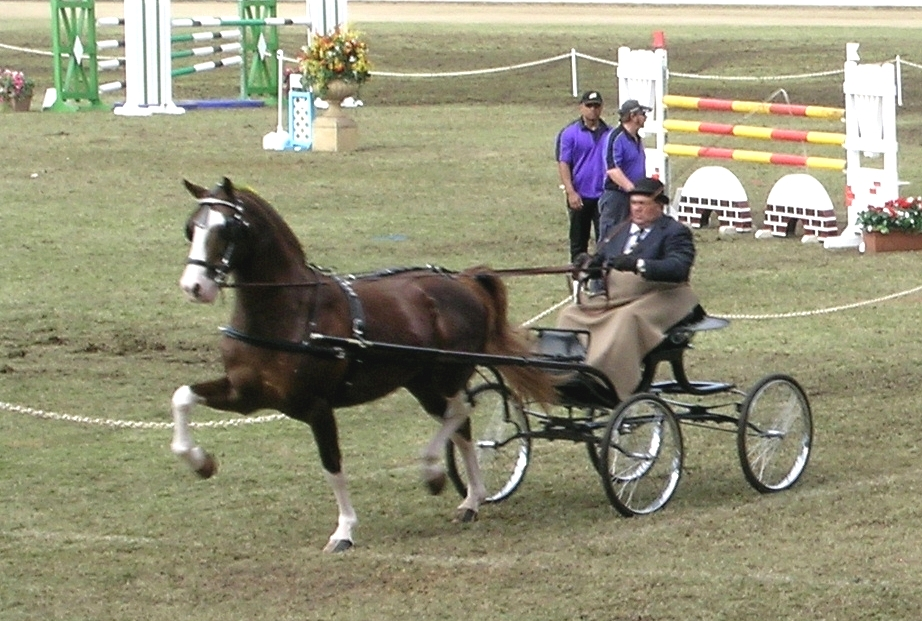
حصان الهكني أثناء المسابقة.

الهكني (Hackney Horse) هو سلالة معروفة للحصان الذي ظهر في بريطانيا العظمى. في العقود الأخيرة، توجهت تربية حصان جر العربة (هكني ) إلى إنتاج أحصنة مثالية عربة نقل. هي سلالة أحصنة نقل أنيقة بدرجةٍ عالية، وهي شعبية تظهر في أحداث التسخير. تمتلك أحصنة جر العربة قدرةً جيدةً على التحمُّل، وتستطيع الـخبب بسرعة عالية لفترات طويلة من الزمن.

## تاريخ السلالة
نمت سلالة الحصان الذي يجر العربة (الهكني ) في القرن 14 في نورفولك عندما طلب ملك إنجلترا أحصنة قوية ولكن بمظهر جذاب وهرولة ممتازة؛ لاستخدامها في أغراض ركوب الأحصنة العامة. حيث كانت الطرق بدائية في تلك الأوقات، فإن خيول العربة (الهكني ) كانت خيل ركوب أولى، حيث كان ركوب الخيل هو الأسلوب الشائع لخيول النقل. وكانت الخيول المهرولة أكثر ملاءمةً كخيول حرب من أن تكون خيول متمهلة في السير بخطوات سيرها. ونتيجةً لذلك، طلب الملك هنري الثامن عام 1542 من رعاياه الغنية الاحتفاظ بعدد محدد من فحول الخيول المهرولة لاستخدامها في التربية.
في حوالي عام 1729، ساهمت فحول خيل نورفولك المدرب على الهرولة والعربية في مؤسسة الخيول الأصيلة لخيل هكني الحديث. كانت نتيجة سيارة نورفولك، كما عُرِفت، خيلاً قويةً استخدمها المزارعون وغيرهم كخيلِ عمل. وكان أيضًا خيلاً سريعًا مع قدرةٍ جيدةٍ على التحمُّل.
وكان فحل الحصان السجيل الأصلي حصانًا مشهورًا، فرسًا صغيرًا في شرق أنجليا عام 1755. وكان بتألُق الفحل، ابن خيل السباق المشهور الذي لا يُهزَم، تشايلدرز المحلق (Flying Childers) حفيد دارلي العربي (Darley Arabian) (واحدًا من الفحول الثلاث الأساسية لسلالة الخيول الأصيلة). يلد السجيل الأصلي اثنين من فحول سجيل الإسكتلندي والسائق-كليهما لديه تأثير كبير على خيل نورفولك المُدَّرب على الهرولة.
كان الفحل الإنجليزي الأصيل (GB) (Messenger) هو حفيد 1780 من سامبسون، ذكر الحيوان الأساس لخيل سلالة معروفة بقدرتها على السباق (Standardbred) الأمريكي الحالي. يملك هامبلتونيان (Hambletonian 10) على الأقل ثلاث هجائن من الفحل الإنجليزي الأصيل في الأجيال الثالثة والرابعة لنسبة (3x4x4). سُجل «كب نورفولك» في 1820 بعد أن قامت بقطع 2 ميل في 5 دقائق و4 ثوان، وكان واحدًا من الخيول المشهورة لتلك السلالة جنبًا إلى جنب مع «منقطع النظير،» الذي سيق 100 ميل في 9 ساعات و56 دقيقة و57 ثوان.
صُدِّر بلفودندر (Bellfounder) فحل خيل نورفولك المدرب على الهرولة الذي كانت لديه القدرة على أن يهرول 17 ميلاً في ساعة واحدة مع 14 حجرًا إلى أمريكا حيث كان من ذكر هامبلتونيان 10. في هذا العصر، تتنافس الخيول المدربة على الهرولة أسفل السرج وليس التسخير. في وقت لاحق مع التحسينات في الطرق، أستُخدِم الهكني حصان جر العربة في التسخير، وأصبح بعد ذلك خيل ركوب وقيادة بجدارةٍ عالية.
أخذ روبرت وفيليب رامسدل، الوالد والابن، خيول نورفولك المدعية والظاهرة إلى مقاطعة يوركشير حيث تربوا مع خب مُهرة يوركشير. في يوليو 1800، دُعمت مُهرة الهكني حصان جر العربة المشهورة، ظاهرة، لتهرول 17 ميلاً في 56 دقيقة لرهان 400 جنيه أسترليني، وقد أدتها في 53 دقيقة. في 1832، هرولت واحدة من بنات ظاهرة،the 14  أيدي ظاهرة، لتهرول 17 ميلاً في 53 دقيقة فقط. خلال القرن التاسع عشر، مع التوسع في السكك الحديدية، لم تعد سلالة نورفولك مفضّلة، وأعادت جمعية حصان جر العربة (الهكني ) إحياءها فيما بعد. تربت خيل نورفولك ويوركشير المُدرَب على الهرولة بشكل انتقائي للنمط الأنيق والسرعة، ونمت في هكني حصان جر العربة (هكني ) الحديث. السرعة الرائعة لخيل جر العربة (هكني )، على أنها حافظت عليها من الانقراض، وبدأ استخدامها في العروض الدائرية. إنها لا تزال ناجحة جدًا في التسخير، ويمكن أن تنتج أحصنة ركوب جميلة جدًا، والعديد منها يُعرف بقدرته في مسابقة عروض القفز والفروسية.
في عام 1883، تأسست جمعية حصان جر العربة (هكني ) (Hackney Horse Society) في نورويتش وحجز الفحل الجمعية لديه سجلات ترجع إلى 1755 في حجز فحل هكني حصان جر العربة.
وكان ألكسندر كاسات (Alexander Cassatt) مسؤولاً عن إدخال المُهر هكني إلى الولايات المتحدة. في عام 1878 أكتسب 239 ستيلا في بريطانيا وأحضرها إلى فيلادلفيا. في عام 1891 أسس كاسات وغيره من المتحمسين للهكني الجمعية الأمريكية لحصان الهكني التي يوجد مقرها في ليكسينغتون، كنتاكي.
تأتي الهكني في ارتفاع يتراوح من المُهر إلى الحصان، وهي واحدة من السلالات القليلة التي تميز أحجام كلاً من المُهر والحصان. نما مهر الهكني في أواخر القرن التاسع عشر، عندما وُلِدت أحصنة الهكني لسلالات مُهر متنوعة لخلق نوع محدد جدًا من المُهر الاستعراضي.

## خصائص السلالة
يتراوح ارتفاع حصان الهكني من 14.2 يد (147 سنتيمتر) إلى 16.2 طول الأيادي (168 cm). وقد يكون أي لون مصمت، بما في ذلك كستنائي، وبني، وكستناء، وأسود. لدى الهكني غالبًا علامات بيضاء، غالبًا نتيجةً لتأثير علم وراثة بقع بيضاء.
يملك الهكني رأسًا ذا شكلٍ جيد، وأحيانًا يكون الأنف محدباً قليلاً. عيونهم وآذانهم مُعبرة وينبغي أن تظهر اليقظة. الرقبة مُتوَجة وعضلية مع فك وقطع حلق نظيفة. الصدر واسع ومُحدد جيدًا، والكتف قوية، وطويلة، ومنحدرة بلطف. تملك الهكني طولاً متوسطًا للظهر، وعضلات، ومستوى تشريح مجهري إجمالي، وأجزاء خلفية قوية. أضلاعهم جيدة عُيِّن الذيل عاليًا وحُمل عاليًا بصورةٍ طبيعية. الأرجُل قوية مع مفاصل واسعة ونظيفة، وسواعد طويلة، مع عراقيب قوية، ورسغ متوسط الطول، متصلة الحوافر المستقيمة.
في الهرولة، تُظهر بهرجةً ورُكبة وعمل عرقوب عاليين مبالغ بهما بسبب انثناء جيد جدًا من مفاصلهم. عملهم يجب أن يكون مستقيمًا وحقيقيًا مع لحظة متميزة من التعليق. تصل الأرجُل الأمامية عاليًا مع رُكبتين مثنيين بشدةٍ وامتدت إلى الأمام بشكلٍ جيدٍ مع أرضية خطوة واسعة. وتسير أرجلهم الخلفية بشكلٍ جيد أسفلهم في أعمال مماثلة مبالغ بها. بالإضافة إلى قدرة السلامة والاحتمال، أثبتت أحصنة الهكني أنها سلالة الخبب السهل والإيقاعي، وسير سريع ويقظ.
صُدِرت الهكني إلى أستراليا، والولايات المتحدة، وهولندا.

## وصلات خارجية
- American Hackney Horse Society
- Hackney Horse and Pony
- American Hackney Horse Society